# Алексей Въжманавин
Алексей Борисович Въжманавин (на руски: Алексей Выжманавин) е руски шахматист, гросмайстор от 1989 г. Двукратен шампион е от Московските шампионати – 1984 и 1986 г. През 1990 г., на първенството по шахмат на Съветския съюз в Ленинград, разделя 1 – 4-то място с Александър Белявски, Леонид Юдасин и Евгений Бареев. Участва само на една олимпиада в Манила, през 1992 г. Носител е на златен отборен медал от първенството. Тогава играе на втора дъска и спечелва шест точки от девет партии (3+ 0– 6=).
По време на кратката си шахматна кариера, участва в няколко турнира. През 1986 спечелва международния турнир в Наленчув, Полша. През 1989 г. става победител на „Мемориал Чигорин“ в Сочи. Година по-късно участва в турнира „Rilton Cup“, проведен в Стокхолм. Същата година заема второ място на турнира в град Челябинск. През 1993 г. участва на силния турнир в Леон, заемайки второ 2-ро място зад Леонид Юдасин (пред Карпов, Топалов и Леко). Има също участие на европейско отборно първенство в Дебрецен през 1992 г. Спечелва два медала – златен (отборен) и сребърен (индивидуален на пета дъска).
Прекратява състезателната си кариера през 1997 г. Умира на 6 януари 2000 г. на възраст от 40 години, като вероятна причина за смъртта му е сърдечен удар.